# Ram It Down
A Ram It Down a brit Judas Priest tizenegyedik nagylemeze, mely 1988-ban jelent meg. Egyben az utolsó Dave Holland dobossal. A kritika és a rajongótábor jobban szerette, mint a Turbo-t, de a klasszikus lemezeik szintjét még ez sem érte el. A lemez világosan tükrözi a gyökerekhez való visszatérés szándékát. Chuck Berry Johnny B. Goode-jának feldolgozása is szerepel az azonos című film zenéjének Atlantic kiadásán. A dalra klip is készült. Felbolydulást keltettek Stock, Aitken és Waterman párizsi lemezfelvételével, de Halford megmagyarázta, hogy csupán ki akarták próbálni, hogy mi lesz belőle.

## Számlista
A számokat Rob Halford, K. K. Downing és Glenn Tipton írta.
1. "Ram It Down" – 4:48
2. "Heavy Metal" – 5:58
3. "Love Zone" – 3:58
4. "Come and Get It" – 4:07
5. "Hard as Iron" – 4:09
6. "Blood Red Skies" – 7:50
7. "I'm a Rocker" – 3:58
8. "Johnny B. Goode" (Chuck Berry) – 4:39
9. "Love You to Death" – 4:36
10. "Monsters of Rock" – 5:30

### 2001-es bónuszok
1. "Night Comes Down" (élő) – 4:33
2. "Bloodstone" (élő) – 4:05

## Zenészek
- Rob Halford: ének
- K. K. Downing: gitár, gitárszintetizátor
- Glenn Tipton: gitár, gitárszintetizátor
- Ian Hill: basszusgitár
- Dave Holland: dob
- Henrik Nilsson – hangmérnök